# Пересичена пара
Переси́чена (перенаси́чена) па́ра (англ. supersaturated vapor) — пара, тиск якої перевищує тиск насиченої пари за даної температури. Може отримуватися шляхом збільшення тиску пари в об'ємі, вільному від центрів конденсації (пилинок, іонів, краплинок рідини малих розмірів тощо). Інший спосіб отримання — охолодження насиченої пари за тих же умов. Насичену пару, отриману останнім способом, ще називають переохолодженою парою. Крім того, іноді в літературі зустрічається термін перенасичена пара.
Стан пересичення пари є метастабільним, тобто такий стан пари здатен існувати тривалий час, проте він є термодинамічно нестійким. Так, при появі будь-яких центрів конденсації частина пари конденсується, тиск пари, яка залишилася падає, і вона переходить у стійкий стан насиченої пари над сконденсованою рідиною. Встановлюється динамічна рівновага між рідкою і газоподібною фазами.

## Застосування
Охолодити пару і отримати в результаті пересичену пару можна шляхом швидкого розширення насиченої або навіть перегрітої пари у процесі, близькому до адіабатичного. При швидкому розширенні суттєвий теплообмін з навколишнім середовищем відбутись не встигає, тому у такому процесі пара охолоджується. Цей спосіб отримання пересиченої пари використовується у камері Вільсона — лабораторному пристрої, що призначений для візуалізації траєкторій заряджених часток.
Швидка заряджена частка, що влетіла в камеру, наповнену перенасиченою парою, при зіткненнях з молекулами газу викликає їх іонізацію. Іони, які утворюються, виступають в ролі центрів (зародків) конденсації, і пересичена пара, що знаходиться в камері, починає конденсуватися на них. Поступово в результаті конденсації розмір крапельок рідини збільшується, досягаючи розмірів порівнянних з довжиною хвилі світла і починають досить добре розсіювати видиме світло. Ці крапельки розташовуються ланцюжком (треком) вздовж траєкторії частинки, роблять її добре видимою і доступною для спостереження і фотографування. Після реєстрації треків частинок в камері Вільсона її необхідно знову активувати, тобто знову створити в ній пересичену пару. Це досягається підвищенням тиску в камері, наприклад, рухом  поршня на стиск. При адіабатичному стисненні, що супроводжується нагріванням газу, пересичена або насичена пара переходить в перегріту пару, при цьому крихітні крапельки рідини, завислі в газі, швидко випаровуються. Подальше адіабатичне розширення газу в камері готує її до повторної реєстрації нових треків часток.
Інший спосіб отримання пересиченої пари використовується в дифузійних камерах (вперше використана американським фізиком А. Лангсдорфом у 1936 році), призначених для тих же цілей, що і камера Вільсона. У цих камерах пересичення пари відбувається в результаті безперервного руху потоку пари від відносно гарячої кришки камери до підтримуваної при зниженій температурі поверхні дна. У просторі між кришкою і дном формується область наповнена пересиченою парою. Поблизу кришки — перегріта пара, поблизу дна — насичена пара. На відміну від камери Вільсона, в дифузійної камері пересичена пара існує постійно, тому вона може використовуватися для спостережень треків заряджених часток безперервно.